# 晋狄太原之战
晋狄太原之战，公元前541年（周景王四年、鲁昭公元年、晋平公十七年），魏舒率领晋国军队在太原击败北狄军队的战役。
前541年夏，晋国魏舒跟随荀吴率军在太原遭遇北狄军队。当时战场地形复杂，不利于战车作战，对以车兵为主的晋军不利，有利于步兵为主的北狄。魏舒建议放弃战车，改用步兵编制，五乘战车的甲士被编为三伍。荀吴同意了，魏舒把甲士和步兵编为五个方阵。作战时，北狄轻视晋军的战法，向晋军发动冲击，晋军诱敌入阵，大败狄军。战后，太原谷地被晋国占领，晋国的势力进入今山西省中部。